# PIEN-ぴえん-
『PIEN-ぴえん-』は、ただすめん（くそいサイト）による日本のホラーゲームである。
「ぴえん」の絵文字（Pleading Face、🥺）に人体がついた化け物から逃げる、一人称視点の3Dホラーゲームで、Windows用のフリーゲームとしてリリースされた。

## 概要
2019年頃からの流行語である「ぴえん」とその絵文字である「🥺」にフィーチャーして制作されたフリーゲーム。当初は「世界一怖くないホラーゲーム」として制作されたが、最終的には意図に反して一般的なホラーゲームのような少し怖い仕上がりとなっている。配布サイトでは「ポップでかわいいホラーゲーム」とされている。セーブ機能はなく、想定プレイ時間は15分から30分程度。
「🥺」の頭に黄色い筋骨隆々の体がついた怪人が敵となるが、その怪人の見た目や動き、ゲーム中で使用された「『ぴえん』のうた」のインパクトが強く、ウェブ上で流行した。怪人はゲーム中で切れのいいダンスを見せており、怪人のコスプレやその姿での「踊ってみた」などもユーザーによって投稿されている。なお、ダンスの部分は「風邪ひいた時に見る夢」として、制作者のYouTubeチャンネルに切り抜かれた動画が公開されている。
実況プレイの他、ゲーム内容が短いことから、一部のプレイヤー間ではRTA（リアルタイムアタック）も流行している。2021年1月開催のRTAイベント「Awesome Games Done Quick 2021 Online」では、日本のプレイヤーによるRTA配信が行われた。

## ゲーム内容
特にストーリーや舞台背景などについての設定は作られていない。一人称視点のプレイヤーが廃墟の中で懐中電灯を拾い、廃墟の中を探索することでゲームが進行する。
廃墟の壁に点在する「🥺」に似た“しるし”を懐中電灯で照らし「ぴえん」と何度か唱えることで“しるし”を消していくことがゲームの主目的となる。懐中電灯はバッテリーの概念があり、使いすぎてしまうと点灯しなくなる。廃墟の中に落ちているバッテリーを拾うことで回復する。
廃墟の中では「🥺」の顔をした怪人が1体徘徊しており、怪人に見つかると追い回され、追いつかれると「ぴえん」という文字とともに画面上が赤い飛沫で覆われて、ゲームがやり直しとなってしまう。怪人は「ぴえん」と呟いており、プレイヤーの近くに怪人がいると特定のBGM（後述）が流れるため、プレイヤーは怪人の姿を視覚で捉えるだけでなく、聴覚も頼りにして逃げ回ることになる。また、level.２は、怪人がパワーアップしていたり、BGMが緊迫感のあるものとなったりする。

## 開発
2020年5月21日、制作者のただすめんが自身のTwitterで「世界一怖くないホラーゲームを作ろうとしたが、普通に怖くなってしまって泣いた」といった趣旨のツイートを行い、開発中の当ゲームの映像を公開。絵文字や歌のかわいらしさと暗闇から襲い掛かってくる薄気味悪さのコントラストが恐怖を煽る映像となり、23万件以上のいいねを集める反響を呼んだ。これを受けて、23日、ただすめんは完成を目指す旨をツイート。6月18日に自身のサイト「くそいサイト」でフリーゲームとして公開された。
7月11日、追加モード「PAON-ぱおん- BEYOND THE PIEN」の制作がただすめんのTwitterで予告された。2020年内リリース予定。
8月12日にはRPGツクールMZで本ゲームの2D版を制作する考えがあることがただすめんのTwitterで明かされている。

## 音楽
音楽素材として以下のものが使用されている。（「◯◯のうたシリーズ」は使用料無料で二次利用可能な素材、「Audiostock」は有償で利用可能な音声素材）
- 針スピ子「「ぴえん」のうた」（◯◯のうたOFFICIAL） … 怪人ニアミス時（ゲーム前半）、エンディング 他
- usagirikuhyo「シトラス」（Audiostock） … 怪人ダンスBGM
- ISAo「Escape Mayhem」（Audiostock） … 怪人ニアミス時（ゲーム後半(グランドぴえん[17])）

いずれも本ゲーム用に制作された楽曲ではないが、針スピ子のTwitterで本ゲームについてのツイートがリツイートされていたり、「シトラス」の配布ページで本ゲームについて記載されていたりする。
「「ぴえん」のうた」は2020年2月に公開されていた楽曲であるが、本ゲームに採用されたことで認知度が急増。本ゲーム公開後、Spotifyの「バイラルトップ50」（日本、6月25日から7月1日集計分）で5位に、Billboard JAPANが集計した「TikTok HOT SONG Weekly Ranking」（7月6日から12日集計分）で8位にそれぞれ初登場でランクインした。さらに、「「ぴえん」のうた」、「シトラス」の両曲のカラオケが2020年8月29日よりJOYSOUNDに入曲されることとなった。
アップデートで実装予定の追加モード「PAON-ぱおん-」では、「シトラス」を制作したうさにゃん（うさぎ機関×れにゃた）による楽曲が本ゲーム用に書き下ろされる予定。

## その他
- 「🥺」の絵文字は端末によってデザインが異なるが[4][24]、本ゲームで採用されているデザインはiOSで表示されるものが最も近い。
- ゲーム中では、いらすとやのイラストが隠し要素として数ヶ所に使われている[2][25]。

### RTA（最速クリア）
プレイヤー部門
このゲームでは最速クリアを目指す有志が多数存在し、現在のところ最速クリアタイムはasdfgame氏による2:39.25となっている。
制作者部門
制作者のみが通れる仕様での最速クリアタイムは0:13となっている。

## PIEN −THE WORLD−
大石ロミー（Dr.peep）によって『PIEN −THE WORLD−』のタイトルで小説化されている。2020年9月1日より、e-Storyサービス「peep」にてチャット型UI小説として連載。実況プレイで本作を見た大石が「めちゃめちゃこのキャラクターを作品で暴れさせたい」と作者のただすめんに連絡をとり、着想から2ヶ月で配信を開始させた。
演劇部の大学生・七島一磨（ななしま・かずま）を中心に、「ぴえんの男」から逃げ惑う様子が描かれているスピンオフ作品。ゲーム同様、「ぴえんの男」が登場するシーンには「「ぴえん」のうた」や「Escape Mayhem」が流れる。また、ゲームとは違い、明確に「ぴえんの男」が殺害を行っている描写がある。